# انتشارات دانشگاه مینه‌سوتا

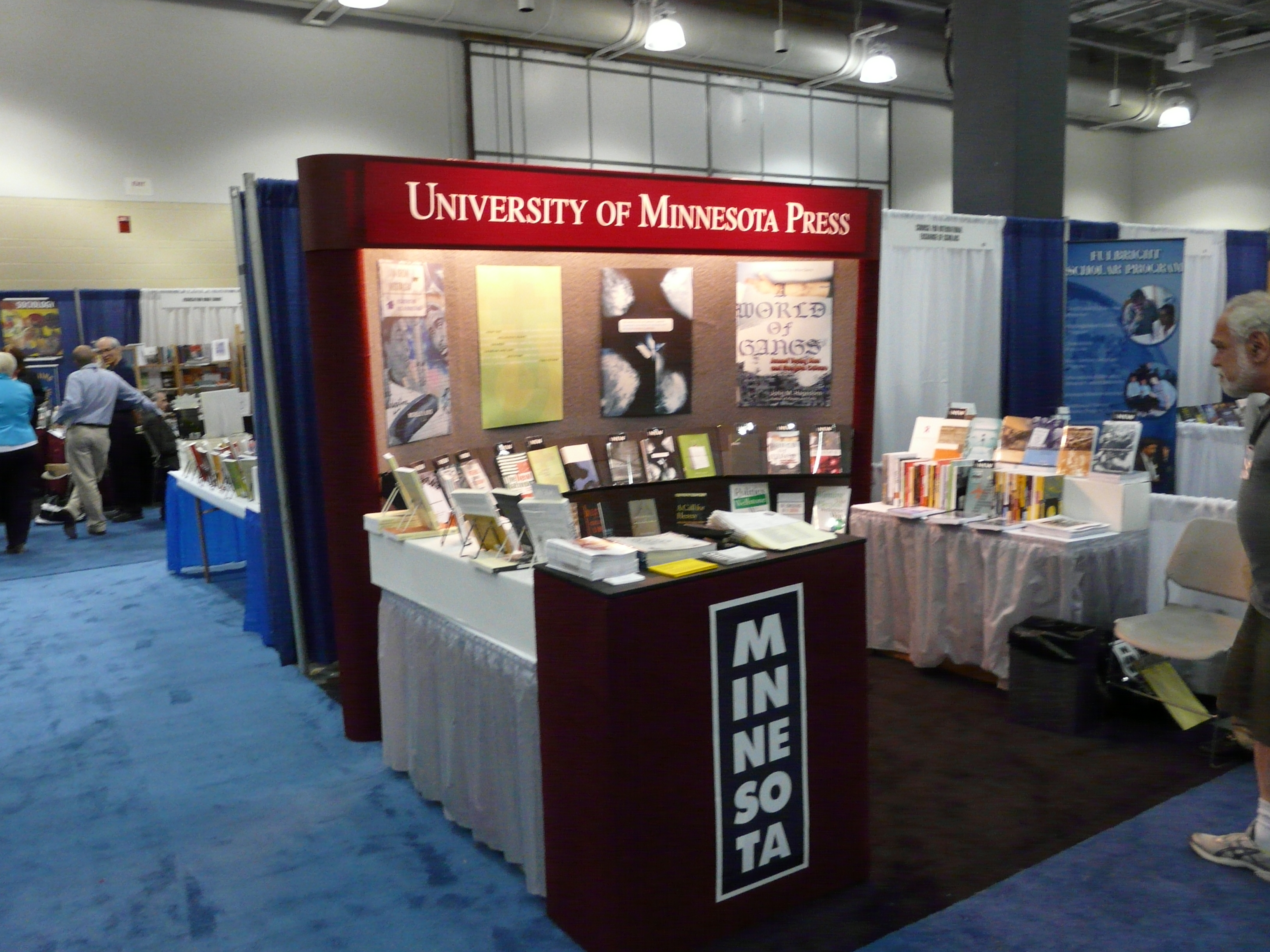
غرفه کنفرانس ۲۰۰۸

انتشارات دانشگاه مینه‌سوتا ( به انگلیسی: University of Minnesota Press) یک انتشارات دانشگاهی است که بخشی از دانشگاه مینه‌سوتا محسوب می‌شود. درآمد سالانه آن در سال مالی 2018 کمی بیش از 8 میلیون دلار بود. 